# Donald Cozzens
Donald Cozzens (* 17. Mai 1939; † 9. Dezember 2021 in Mayfield Heights, Ohio) war ein US-amerikanischer Autor und römisch-katholischer Geistlicher.

## Leben
Cozzens studierte römisch-katholische Theologie und wurde zum Priester geweiht. Am Saint Mary Seminary and Graduate School of Theology in Wickliffe, Ohio, war er Professor für Moraltheologie. Als Autor verfasste er mehrere Werke zu Themen der römisch-katholischen Kirche wie Homosexualität in der römisch-katholischen Kirche, Zölibat und Kindesmissbrauch in der römisch-katholischen Kirche.

## Werke (Auswahl)
- The Spirituality of the Diocesan Priest, 1997
- The Changing Face of the Priesthood, 2000
- Sacred Silence: Denial and the Crisis in the Church, 2002
- Faith That Dares to Speak, 2004
- Freeing Celibacy, 2006